# Carburanti per l'aviazione

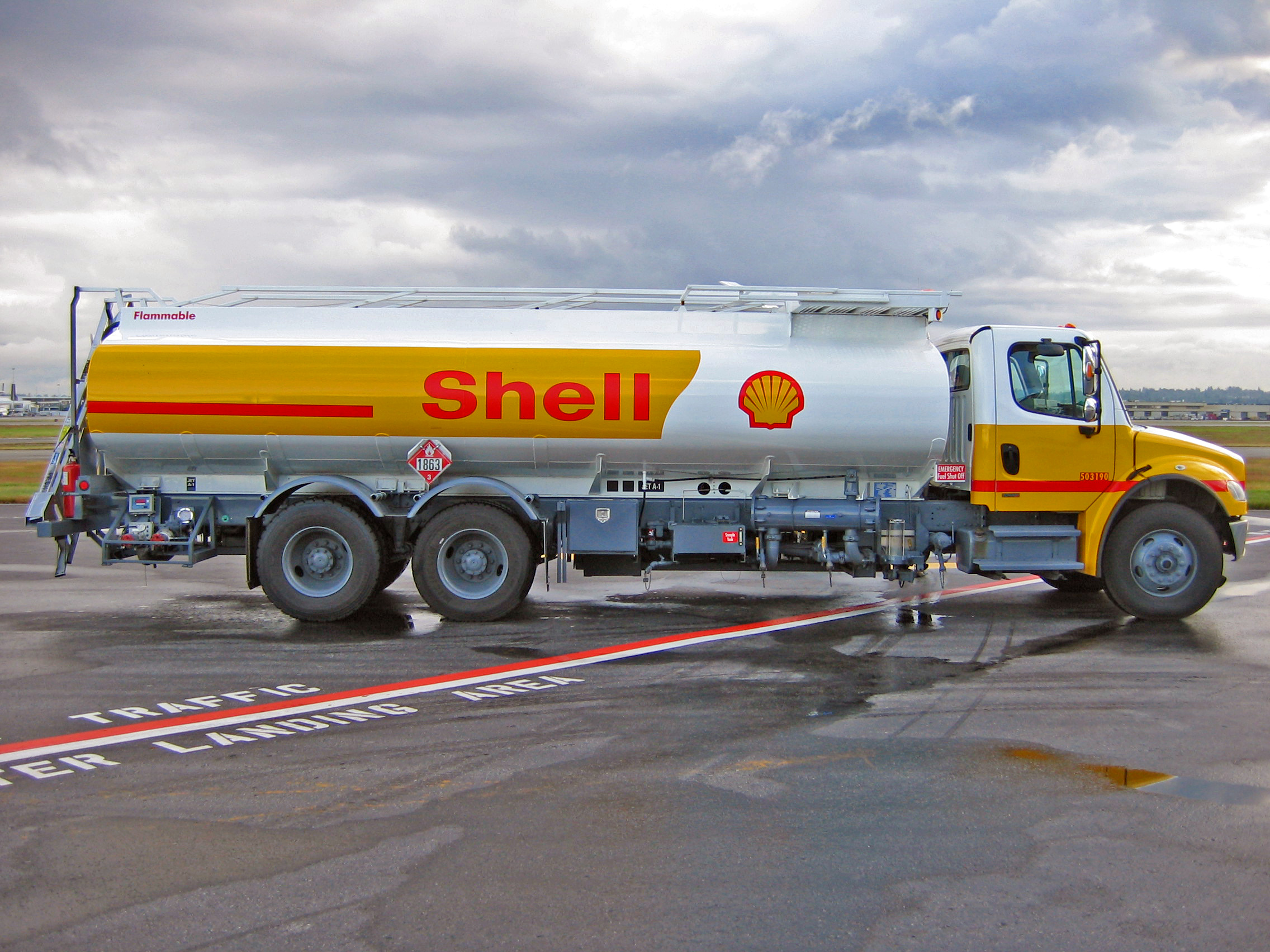
Un camion di carburante per aviazione

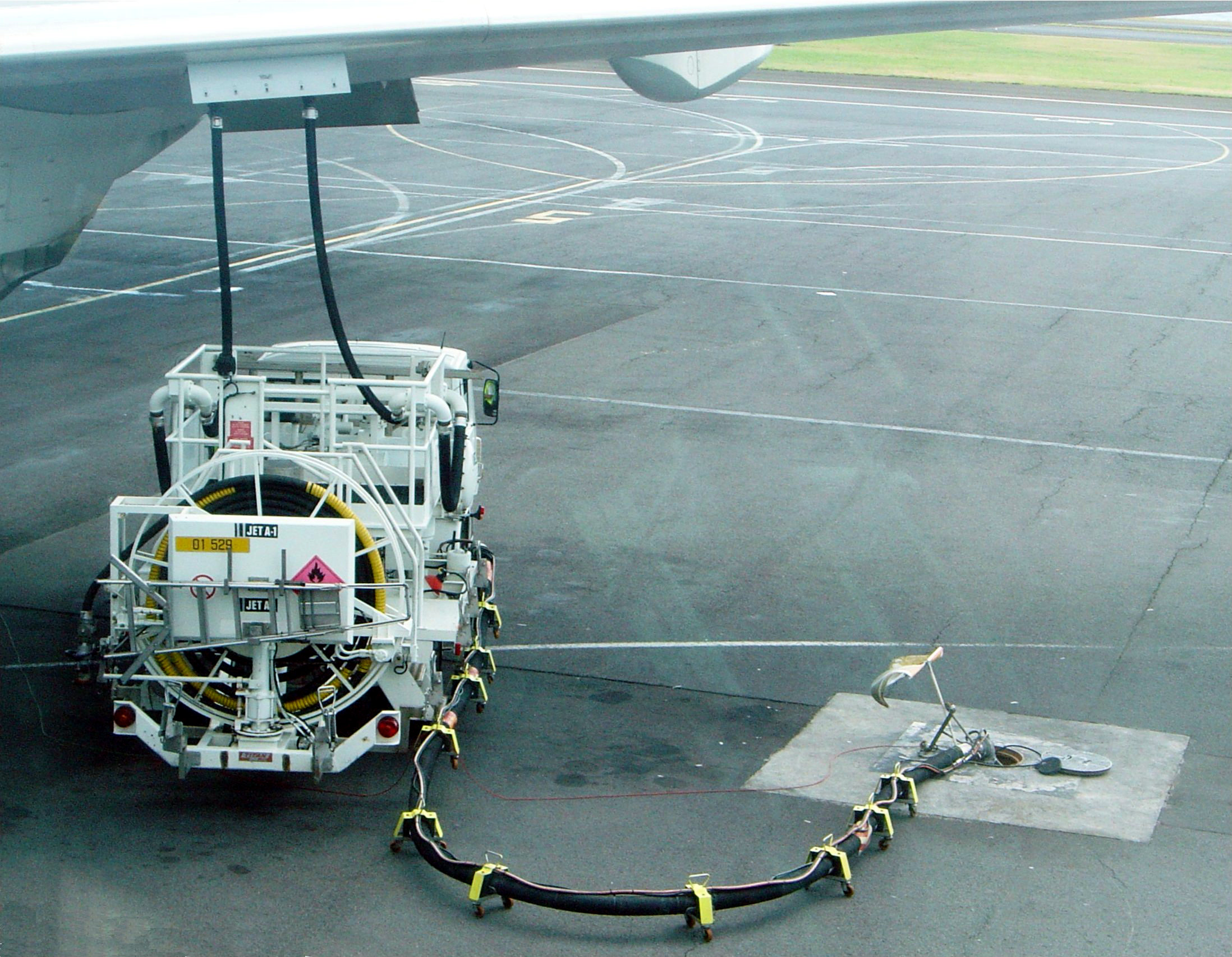
In alcuni aeroporti, i tubi del carburante sotterranei consentono il rifornimento senza la necessità di autocisterne. I camion trasportano i tubi e le attrezzature di pompaggio necessari, ma non il carburante.

I carburanti per l'aviazione sono combustibili a base di petrolio, o miscele di petrolio e combustibili sintetici, utilizzati per alimentare gli aerei. Hanno requisiti più rigorosi rispetto ai combustibili utilizzati per uso terrestre, come il riscaldamento e il trasporto su strada, e contengono additivi per migliorare o mantenere proprietà importanti per le prestazioni o la manipolazione del carburante. Sono a base di cherosene (JP-8 e Jet A-1) per aeromobili a turbina a gas. Gli aerei con motore a pistoni usano benzina e quelli con motori diesel possono usare carburante per aviogetti (cherosene).
L'energia specifica è un criterio importante nella scelta del carburante per un aereo. La capacità di accumulo di energia molto più elevata dei combustibili a base di idrocarburi rispetto alle batterie ha finora impedito, agli aerei elettrici che utilizzano batterie elettriche come principale riserva di energia di propulsione, di diventare utilizzabile anche per piccoli aeromobili personali.

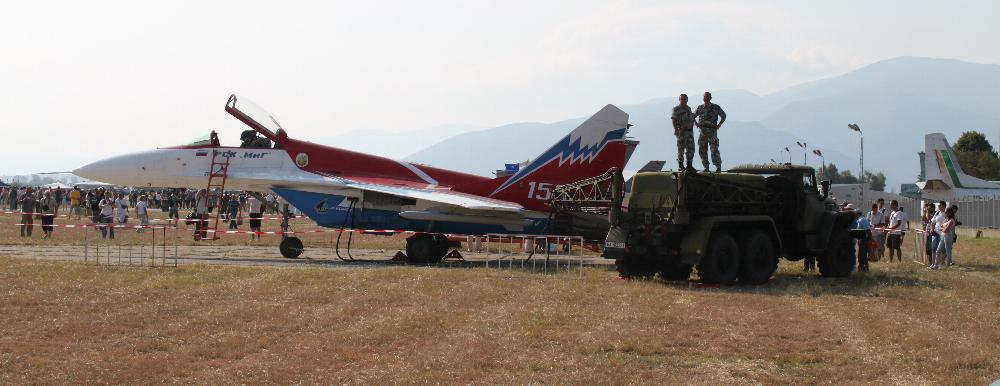
Alimentazione a terra di un MIG-29 da un'autocisterna URAL (2011).